# 180 років Київському національному університету імені Тараса Шевченка (срібна монета)
«180 ро́ків Ки́ївському націона́льному університе́ту і́мені Тара́са Шевче́нка» — срібна ювілейна монета номіналом 5 гривень, випущена Національним банком України. Присвячена одному з найстаріших і найбільших навчальних закладів України.
Монету введено в обіг 31 липня 2014 року. Вона належить до серії «Вищі навчальні заклади України».

## Опис монети та характеристики
| Номінал грн. | Метал            | Маса, г       | Діаметр, мм | Якість виготовлення | Гурт                           | Тираж, штук |
| ------------ | ---------------- | ------------- | ----------- | ------------------- | ------------------------------ | ----------- |
| 5            | срібло 925 проби | 15,55 / 16,81 | 33,0        | пруф                | гладкий із заглибленим написом | 3 000       |

### Аверс
На аверсі монети розміщено: угорі малий Державний Герб України, напис півколом «НАЦІОНАЛЬНИЙ БАНК УКРАЇНИ»; стилізовану композицію — на тлі портретів видатних особистостей, причетних до створення та діяльності Київського університету, зображено Святого Володимира; унизу номінал — «5 ГРИВЕНЬ», праворуч — рік карбування «2014».

### Реверс
На реверсі монети на дзеркальному тлі зображено будівлю Київського національного університету імені Тараса Шевченка (на монеті з нейзильберу — будівля червоного кольору, використано тамподрук), пам'ятник Тарасові Шевченку; унизу написи «180/РОКІВ», «1834», «2014»; угорі по колу розміщено напис «КИЇВСЬКИЙ НАЦІОНАЛЬНИЙ УНІВЕРСИТЕТ ІМЕНІ ТАРАСА ШЕВЧЕНКА».

## Автори
- Художник — Кочубей Микола.

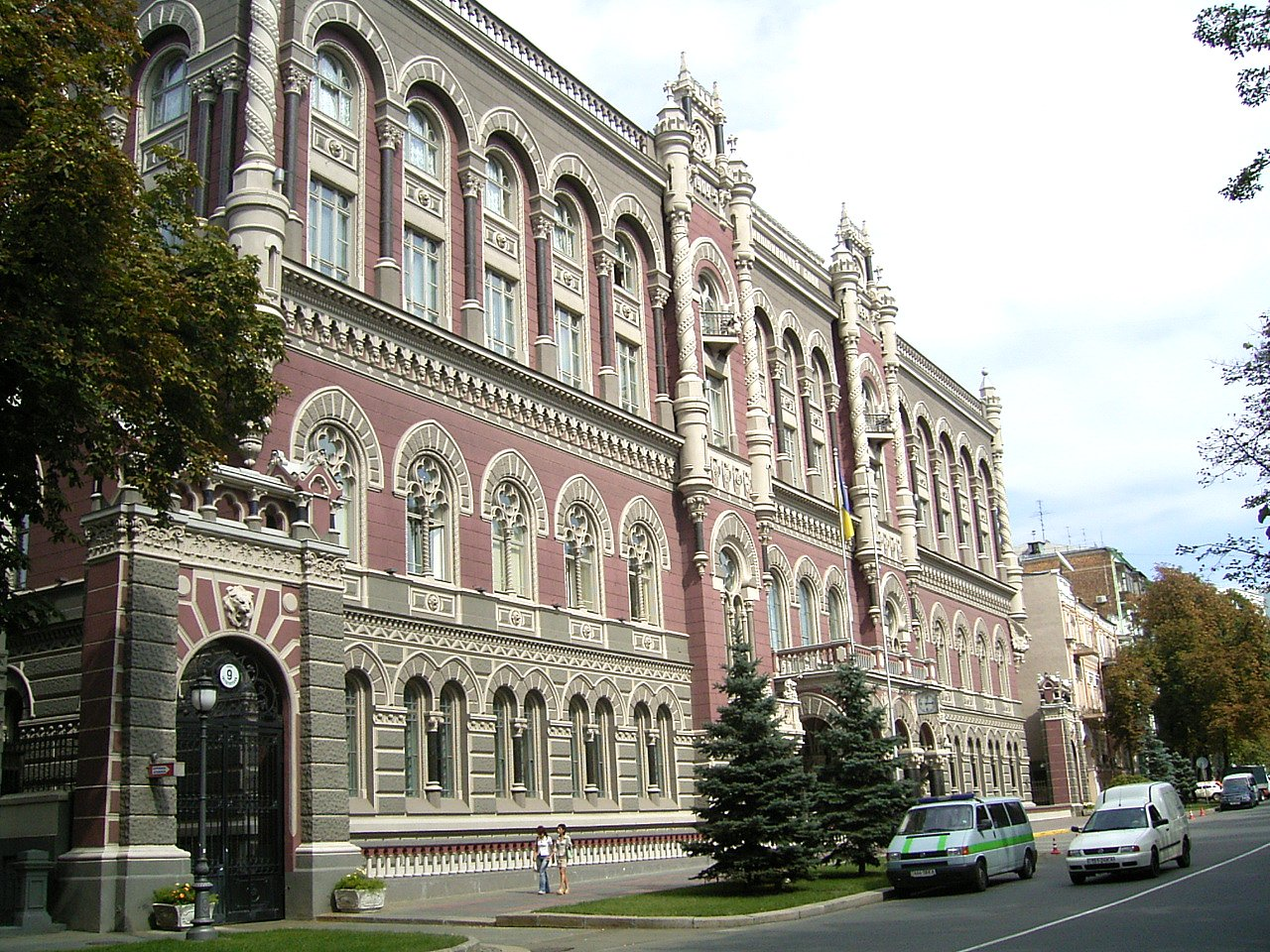
Будівля Національного банку України

- Скульптори: Дем'яненко Анатолій, Іваненко Святослав.

## Вартість монети
Ціна монети — 357 гривень, була вказана на сайті Національного банку України в 2015 році.
Фактична приблизна вартість монети, з роками змінювалася так:
| Рік        | 2015 | 2016 | 2017 | 2018 | 2019 | 2020 | 2021 | 2022 | 2023  | 2024  | 2025  |
| ---------- | ---- | ---- | ---- | ---- | ---- | ---- | ---- | ---- | ----- | ----- | ----- |
| Ціна, грн. | 450  | 500  | 520  | 560  | 510  | 530  | 650  | 950  | 1 450 | 1 600 | 1 750 |